# Site nucléaire de Brennilis
Pour les articles homonymes, voir Brennilis (homonymie).
Le site nucléaire de Brennilis héberge l'ancienne centrale nucléaire des monts d'Arrée équipée du réacteur nucléaire EL4 (eau lourde no 4), un réacteur à eau lourde refroidi au gaz carbonique qui fonctionnait à l'uranium non enrichi. Il est situé sur les communes de Loqueffret et Brennilis dans le Finistère, dans les monts d'Arrée à environ 25 km de Carhaix-Plouguer, à 25 km au sud de Morlaix et 60 km de Brest.
Mise en service en 1967, cette centrale expérimentale est arrêtée en 1985, la France abandonnant cette filière au profit d'une technologie jugée plus stable, plus industrielle et plus rentable : le réacteur à eau pressurisée. C'est la première centrale nucléaire de France où est entrepris une procédure de démantèlement (en cours depuis 1985 et prévue jusqu'en 2040, soit 55 ans). Le chantier est spécifiquement référencé comme l'installation nucléaire de base no 162.

## Histoire du site

### Construction
En 1962, le Commissariat à l'énergie atomique (CEA) entame la construction du réacteur nucléaire expérimental EL4, prototype industriel de production d'électricité fonctionnant à l'uranium faiblement enrichi, modéré à l'eau lourde et refroidi au gaz carbonique (filière HWGCR), d'une puissance de 250 mégawatts thermiques. Le choix du site dans cette région bretonne vise à la faire sortir du désert économique.

### Mise en service
En décembre 1966, le réacteur est mis en service, l'alternateur — d'une puissance de 75 mégawatts électriques — est couplé au réseau en juillet 1967. Le refroidissement est assuré par une source froide : la rivière Éllez. L'électricité est distribuée par deux lignes de haute tension qui alimentent une partie du Finistère, fournissant l'équivalent de 4 % de la consommation actuelle de la Bretagne.
En 1971, les choix gouvernementaux portant sur la filière à eau pressurisée mettent fin au caractère expérimental du réacteur de la centrale de Brennilis.
De 1967 à 1985, la centrale est exploitée conjointement par Électricité de France (EDF) et le CEA, elle produit 6,235 TWh pendant 106 000 heures de fonctionnement (soit environ douze ans). Pendant son fonctionnement, la centrale emploie jusqu'à deux cents salariés.

### Attentats de 1975 et de 1979
Le 15 août 1975, deux explosions endommagent la prise d'eau d'une turbine et détruisent un poste téléphonique. De nombreuses vitres sont également brisées. L'attentat fut revendiqué par le FLB.
Les deux explosifs étaient placés :
- l'un sur le palier supérieur portant le moteur électrique d'entraînement de la grille de filtrage de l'eau de refroidissement de la vapeur, turbine entraînant l'alternateur et la climatisation de l'enceinte du réacteur, l'eau provenant du lac Saint-Michel (effet efficace : blocage de la grille tournante) ;
- l'autre à la base de la cheminée servant à la filtration et au rejet de l'air, du CO2 provenant de la dépressurisation de salles entourant le réacteur ; dépressurisation du centre vers la périphérie (sans effet : béton écorché à la base de la cheminée).
Analyse du but de l'attentat : arrêter la centrale par le blocage de périphériques essentiels.

Le 14 janvier 1979, ce sont deux pylônes électriques à l'entrée de la centrale qui sont détruits par le FLB–ARB. L'électricité ne pouvant plus être évacuée, la centrale doit s'arrêter. C'est la première fois qu'un groupe terroriste réussit à perturber le fonctionnement d'une centrale nucléaire.

### Mise à l'arrêt
En 1985, le réacteur est arrêté définitivement et EDF en prépare la phase de démantèlement.

## Un démantèlement expérimental

### Mise à l'arrêt définitif

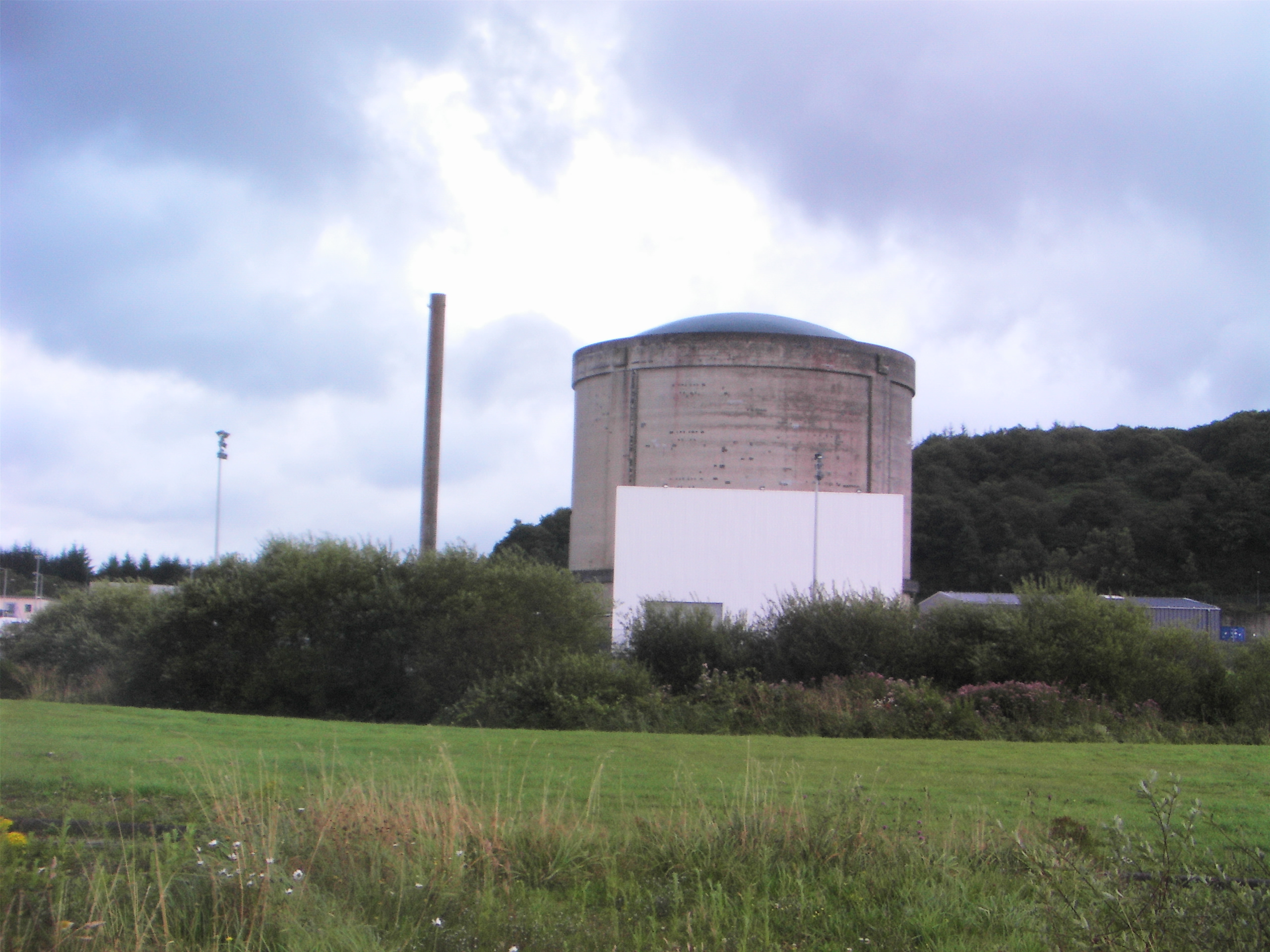
Le bâtiment du réacteur.

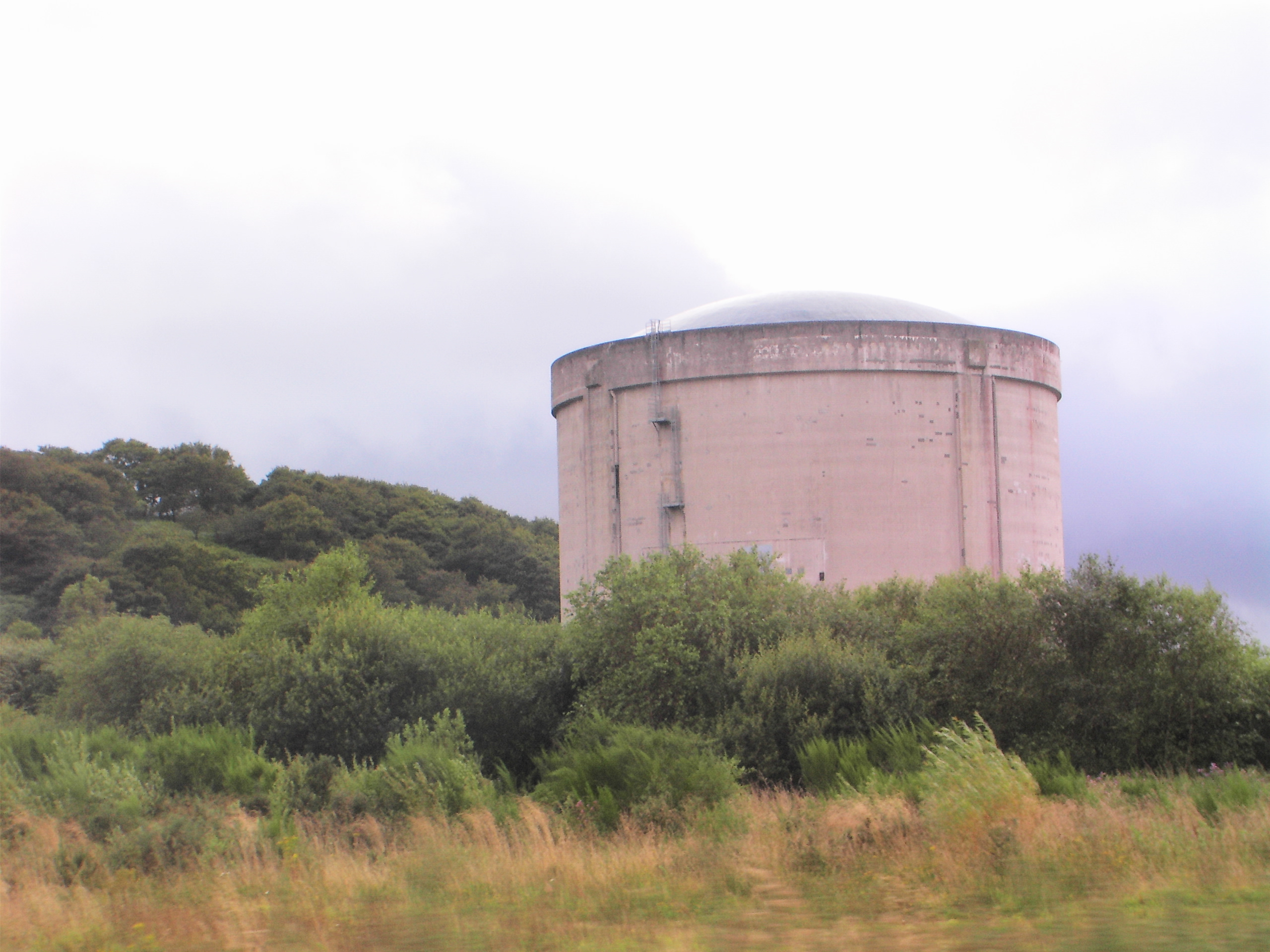
Autre vue du bâtiment du réacteur.

La première phase du démantèlement est lancée en 1985 : 
- décharge du combustible nucléaire ;
- vidange des circuits ;
- mise à l'arrêt définitif, l'autorisation de mise à l'arrêt signée le 9 août 1985, pour une opération de mise à l'arrêt qui se déroulera de 1985 à 1992[8].

Le confinement des déchets dans l’enceinte du réacteur et la transformation du site en mausolée n'est pas envisageable « compte tenu de la nature du sol et de la présence d’une nappe phréatique qui affleure en certains endroits ».

### Début du démantèlement
En 1995 se tient une première enquête publique en vue du « démantèlement partiel » (phase 2). Sous la pression d'une campagne réclamant « le retour à l'herbe » par Jean-Yves Cozan, responsable du Parc naturel régional d'Armorique, le décret de 1996 prévoit que l’exploitant soumettrait au ministre chargé de l’environnement la réalisation d'une étude de faisabilité de démantèlement complet avant fin 1999.
La centrale de Brennilis est supposée être la première centrale nucléaire à subir un « démantèlement total » en France et devait être la vitrine du savoir-faire d'EDF en ce domaine. En 1995, Christian Frémont, alors préfet du Finistère rappelait qu'« EDF et le CEA, les grandes entreprises et l'ensemble des intervenants ont déclaré leur intention de faire de cette opération une vitrine ».
La phase 2 démarre en 1997 : 
- décontamination et déconstruction des bâtiments hors réacteur ;
- évacuation des déchets nucléaires ;
- confinement du bâtiment réacteur.

#### Incidents
Dans la nuit du 12 au 13 décembre 2000, une montée de la nappe phréatique provoque une inondation dans la station de traitement des effluents. En janvier 2001, la centrale connaît un départ de feu dans un joint inter-bâtiment.
Le 23 septembre 2015, la centrale connaît un départ de feu dans le bâtiment réacteur. Cet événement n’a pas de conséquence sur la radioprotection du personnel, ni sur l’environnement et est classé au niveau 1 de l’échelle internationale des événements nucléaires.

### Coup d'arrêt
En 2005, la phase 2 étant pratiquement terminée, il reste à réaliser les travaux de la phase 3, dans l'enceinte du réacteur :
- démantèlement des échangeurs thermiques,
- démantèlement du bloc réacteur,
- démolition du bâtiment du réacteur nucléaire.

Cette phase 3 engendre un nouveau type de déchets radioactifs, faiblement ou moyennement actifs, mais à très grande durée de vie (dits FMA vie longue). Le stockage de ces déchets doit être temporairement assuré par l'Installation de conditionnement et d'entreposage de déchets activés (ICEDA), installation EDF en exploitation dans la centrale nucléaire du Bugey depuis l'automne 2020, en attendant l'ouverture du site de stockage définitif décidé dans le cadre de la loi relative aux recherches sur la gestion des déchets radioactifs dite loi « Bataille ».
La solution un temps préconisée d'attendre la baisse de la radioactivité résiduelle de la cuve et des internes du réacteur pendant encore au moins 40 ans est abandonnée au profit d'un démantèlement faisant largement appel à des moyens téléopérés (bras et engins robotisés pilotés à distance), permettant les travaux en zone contaminée ou irradiée. Ce changement de stratégie est dicté par quelques principes de « bon sens » et selon les préconisations de l'Autorité de sûreté nucléaire (ASN) et l'Agence internationale de l'énergie atomique (AIEA) : profiter des connaissances des anciens ayant exploité la centrale, utiliser des moyens téléopérés et, en particulier pour Brennilis, mettre en œuvre le projet d'« un retour à l'herbe ». En 2006, Dominique de Villepin signe un décret pour qu'EDF réalise le « démantèlement total » (phase 3) de la centrale à fin de Mise à l’arrêt définitif (MAD) et démantèlement complet de l’INB no 162.
Cette stratégie cependant mise à mal par l'annulation du décret, à la suite d'un recours des associations anti-nucléaires invoquant la non-transposition en droit français d'une[Laquelle ?] directive de l'Union européenne et demandant la mise à disposition du public de l'étude d'impact,.
Le 2 octobre 2007, une décision de l’ASN précise les conditions d’application des dispositions du décret 96-978 du 31 octobre 1996 auxquelles l’INB no 162 est à nouveau soumise.
Le 30 novembre 2007, une étude menée par des laboratoires de l’Association pour le contrôle de la radioactivité dans l’Ouest (ACRO) conclut : « On exclut la possibilité que l’actinium 227, élément très radio-toxique, provienne de la centrale EDF. Il s’agit d’un phénomène naturel ».

#### Enquête publique de 2009
Le 25 juillet 2008, EDF renouvelle sa demande d’autorisation de mise à l’arrêt définitif et de démantèlement de la centrale, avec des travaux échelonnés sur 15 ans, ce qui doit entamer l'étape réglementaire de déclassement de l'INB (procédure de 1 à 3 ans), avec enquête publique (prévue par les articles R.123-1 à R.123-23 du code de l'environnement).
En février 2009, l'entreprise privée, ONET Technologies, également chargée de deux autres démantèlements de sites nucléaires en France est retenue. Le coût du démantèlement complet, opération déjà réalisée et à venir, est estimé par la Cour des comptes, à 482 millions d'euros en valeur 2002.
Une enquête publique a lieu à l'automne 2009, via une réunion publique le 3 décembre 2009 et via un registre d'enquête mis à disposition dans dix-sept lieux d’enquête, ou en rencontrant un commissaire enquêteur. Un dossier est disponible sur le site Internet de la préfecture du Finistère et le rapport préliminaire de sûreté est consultable à la préfecture et en sous-préfecture de Châteaulin.
Les observations recueillies sont au nombre de 104 :
- 24 avis favorables,
- 7 avis favorables avec réserves, dont ceux de la Commission locale d'information (CLI), du Conseil général du Finistère, de la Commission locale de l'eau, du Conseil municipal de Loqueffret et d'habitants de Loqueffret), s'appuyant notamment sur un rapport de l’ACRO qui assistait la CLI dans son analyse du dossier de demande d’autorisation ;
- 67 avis défavorables (dont une pétition de 2609 signatures apportée par les associations Agir pour un environnement et un développement durable (AE2D), Bretagne vivante, Consommation Logement Cadre de vie, Eau et rivières de Bretagne, des membres de France Nature Environnement, le Groupe mammalogique breton, Sortir du nucléaire Cornouaille et l'association Vivre dans les Monts d’Arrée) ;
- et 6 avis non exprimés.

##### Avis favorables
Les interventions favorables mettent en avant : 
- l’impossibilité de confiner les déchets dans l’enceinte réacteur et de transformer le site en mausolée, compte tenu de la nature du sol et de la présence d’une nappe phréatique qui affleure en certains endroits ;
- le financement par EDF, possible aujourd’hui, alors que rien ne garantit qu’EDF l’assumera plus tard ;
- le fait que les bâtiments et les installations se dégradent et que leur maintien en bon état de fonctionnement entraînerait des surcoûts si le démantèlement était différé ;
- le risque de perte d’informations relatives aux conditions de mise à l’arrêt de la centrale, en cas de report ;
- l’assurance que le chantier sera surveillé de près par l’ASN, la CLI, l’ACRO, les associations ;
- l’impact positif pour l’emploi, l’économie locale et le développement touristique des Monts d’Arrée ;
- le caractère exemplaire de l’opération pour le démantèlement ultérieur des autres sites nucléaires.

##### Avis défavorables
Les oppositions se fondent sur : 
- le fait qu'il n'y a pas eu de débat public national sur le démantèlement des installations nucléaires, alors que le droit européen l'exige[20] ;
- le manque de justification d'un démantèlement immédiat (la législation sur les études d’impact demandant de comparer plusieurs solutions et de les justifier[21]) ;
- des carences en matière d'inventaire radiologique initial, d'incidence sur les milieux dont des zones naturelles d'intérêt écologique, faunistique et floristique ;
- l'absence de site de stockage pour les déchets de faible ou moyenne activité (FMA) à vie longue et pour les FMA à vie longue et les FMA à vie courte et à envoi différé[22].
- le manque d'analyses contradictoires et indépendantes d’EDF ;
- le manque d'informations permettant d'évaluer le coût du démantèlement (« ni sur les sommes déjà dépensées, ni sur le coût prévisionnel des opérations à venir[23] » ; « seule une information sur le coût global du démantèlement des centrales à l’arrêt a été donnée en réunion publique : deux milliards d’euros pour les neuf centrales en cours de démantèlement » précise la commission qui ajoute que le coût des mesures compensatoires n’est apparu  « que dans la réponse à l’Autorité environnementale[24]. », deux pages du mémoire en réponse (p. 29-30) développant les capacités financières d'EDF, mais sans apporter « plus de précisions sur le coût de la déconstruction de Brennilis. La commission d’enquête regrette ce manque de transparence[25] »);
- le manque de garanties quant au niveau de dépollution finale du site.
- certains problèmes de sécurité comme le risque d'incendie dans la cuve, par inflammation du zircaloy au moment de son ouverture.

Le 17 février 2010, EDF envoie à la commission d'enquête son mémoire en réponse ;
En mars 2010, le rapport d'enquête (25 pages) est publié. La commission d'enquête conclut qu'elle ne peut qu’émettre, « à l’unanimité, un avis défavorable au projet, présenté par EDF, de mise à l'arrêt définitif et de démantèlement complet de l'installation d'entreposage de matériels de la centrale nucléaire des Monts d'Arrée ». Elle demande que la CLI dispose des moyens financiers nécessaires pour mener sa mission d’information de la population et faire procéder à des expertises contradictoires, mais propose néanmoins l'achèvement de la phase 2 du démantèlement dans les plus brefs délais et qu'EDF soit autorisée à :
- compléter l’inventaire de l’état initial, radiologique et chimique du site,
- terminer les opérations de démantèlement de la station de traitements des effluents,
- assainir et combler le chenal de rejet des effluents dans la rivière de l'Ellez,
- assainir les zones de pollution diffuse,
- engager le démantèlement des échangeurs après leur caractérisation radiologique.

La commission introduit sa conclusion et ses arguments par ces mots : « En ce qui concerne le Site des Monts d’Arrée, personne ne défend la solution du « confinement sûr » sur place, sous forme de mausolée ou de sarcophage et la commission d’enquête estime également qu’elle n’est pas envisageable » après avoir précisé que « EDF, malgré la demande de la commission d’enquête, n’a pas souhaité répondre aux recommandations ou réserves émises par la CLI et la CLE ». « La commission d’enquête n’a aucune garantie que ces réserves et recommandations seront effectivement prises en compte par EDF ». En particulier sur les 1 900 pages du dossier, la commission note qu'une seule page est consacrée à la justification du projet, et que cette page « se borne à indiquer qu’EDF, qui avait fait le choix du démantèlement différé en 1997, a changé de stratégie au début des années 2000 et met en avant les avantages du démantèlement immédiat en minimisant ses inconvénients ».

### Reprise du démantèlement
Le décret du 27 juillet 2011 autorise EDF à reprendre les opérations de démantèlement sur les parties suivantes, : 
- les échangeurs de chaleur,
- les structures de la station de traitement des effluents,
- le hangar à déchets,
- ainsi que l'assainissement des terres sous-jacentes aux structures de la station de traitement des effluents donc hors bloc réacteur.

Ces opérations doivent être réalisées dans les cinq ans. Le décret du 27 juillet 2011 prévoit aussi qu'EDF dépose une demande d'autorisation de démantèlement total de la centrale avant le 31 décembre 2011.
En octobre 2012, l'ASN rend un avis de non-recevabilité du dossier d’autorisation de démantèlement complet.
En septembre 2018, EDF annonce avoir terminé les travaux d’assainissement des sols situés sous le radier de la station de traitement des effluents.
L'achèvement du démantèlement complet est soumis à la disponibilité d'un site de stockage de déchets à vie longue, ainsi qu'à son autorisation administrative par l'ASN. D'après EDF en 2017, une fois les autorisations réglementaires obtenues, le chantier devrait durer dix-sept ans. Il consistera en la réalisation des étapes suivantes :
- démantèlement bloc réacteur, assainissement et démolition des bâtiments ;
- réhabilitation du site ;
- déclassement des installations nucléaires de base (INB).

Si le décret est obtenu en 2022, les travaux se termineraient à l'horizon 2040.
Le 1er juillet 2021, EDF présente à la Commission locale d'information du Finistère une actualisation du scénario et du financement du démantèlement complet de la centrale. La fin des opérations est prévue vers 2040. Le coût du démantèlement complet de la centrale est évalué à 850 millions d'euros. Une enquête publique est organisée du 15 novembre 2021 au 3 janvier 2022, qui, d'après Le Monde, mobilise peu les riverains.

### Projet de dernière phase du démantèlement actée
Le décret autorisant la dernière phase du démantèlement de la centrale de Brennilis (du réacteur lui-même) est publié au Journal officiel le 28 septembre 2023. Ces travaux devraient commencer début 2024 et durer 17 ans, soit jusqu'en 2041.

## Contamination du milieu naturel
En mars 2006, la Commission de recherche et d'information indépendantes sur la radioactivité (CRIIRAD) réalise des prélèvements de mousses aquatiques à proximité de la centrale, à l'arrière de la station de traitements des effluents et indique y trouver plusieurs éléments radioactifs provenant de la centrale et notamment une concentration anormalement élevée d'actinium 227.
En novembre 2007, une étude menée par l'Association pour le contrôle de la radioactivité dans l'Ouest et le Laboratoire des sciences du climat et de l'environnement du CEA (LSCE) conclut à l'origine naturelle des éléments radioactifs : « des travaux [d'étude] entrepris depuis trois ans, il ressort que l’origine de ce phénomène est naturelle, conséquence de la géologie locale particulière. »,. Cependant, EDF reconnaît que le plutonium vient bien de l'activité de la centrale.
En 2021, le directeur du site de la centrale reconnaît une pollution résiduelle des nappes phréatiques et notamment par du tritium à la suite de l'« incident Sulzer » survenu en 1988 dû à une fuite au niveau du bâtiment de traitement des effluents, mais cette contamination résiduelle est inférieure aux seuils réglementaires.

#### Bande dessinée
- Brennilis a inspiré la centrale fictive de Berniliz où se déroule l'action d'une des aventures de Spirou et Fantasio intitulée L'Ankou.
- La centrale apparaît dans les premières pages de la bande dessinée Bran Ruz d'Alain Deschamps et Claude Auclair.

### Filmographie
Le démantèlement du site de Brennilis constitue le sujet du film documentaire Brennilis, la centrale qui ne voulait pas s'éteindre de Brigitte Chevet (2008, 58 min) ; voir sur vivement-lundi.com